# Tarsonops sternalis
Tarsonops sternalis is een spinnensoort in de taxonomische indeling van de Caponiidae.
Het dier behoort tot het geslacht Tarsonops. De wetenschappelijke naam van de soort werd voor het eerst geldig gepubliceerd in 1898 door Nathan Banks.